# Estany Xic (de Morrano)
L'Estany Xic és un llac que es troba en el terme municipal de la Vall de Boí, a la comarca de l'Alta Ribagorça, i dins del Parc Nacional d'Aigüestortes i Estany de Sant Maurici.

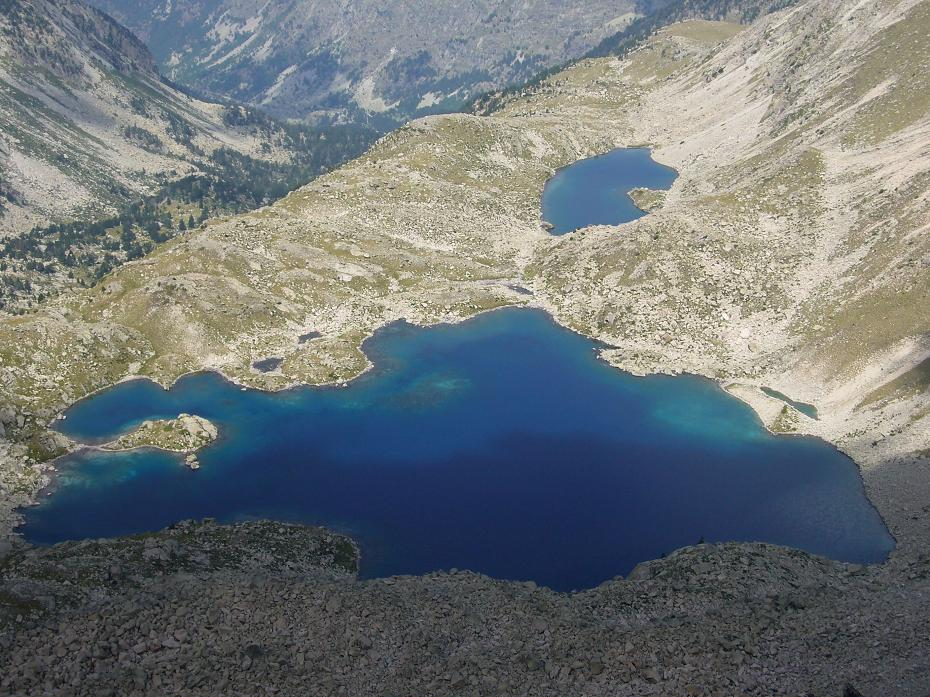
Estanys Major i Xic de Morrano vistos des del Pic de Mariolo.

El llac, d'origen glacial, està situat a 2.518 metres d'altitud, dins la Vall de Morrano. Té 1,81 hectàrees i 12 metres de fondària màxima. Desaigua cap al nord-oest, girant després el rierol cap al sud-oest, per precipitar-se al Barranc de Morrano.
Cal remarcar al seu voltant: l'Estany de la Collada (NO), el Pic de Dellui (E), l'Estany Major (SE) i l'Estany de la Ribera (SSO).

## Rutes[3]
Diverses són les alternatives que es presenten, per arribar primer a l'Estany de la Collada:
- Sortint del Planell d'Aigüestortes direcció sud-est, el camí travessa el Pletiu Davall de Morrano i remunta el fort pendent fins a trobar el Pletiu de Damont de Morrano. Després la ruta s'enfila, també per fort pendent, per la Pala de Morrano, fins a trobar l'estany.
- Sortint des del Refugi d'Estany Llong, agafant el camí de la Vall de les Corticelles, per prendre després la variant de la Vall de Dellui fins a l'Estany de Dellui i enfilar-se a la Collada, on trobarem l'estany.

Des de l'Estany de la Collada cal continuar cap al sud-est, fins a arribar a destí.